# Métal alcalin
Un métal alcalin est un élément chimique de la première colonne (1er groupe) du tableau périodique, à l'exception de l'hydrogène. Il s'agit du lithium 3Li, du sodium 11Na, du potassium 19K, du rubidium 37Rb, du césium 55Cs et du francium 87Fr. Ce sont les éléments du bloc s ayant un électron dans la couche de valence. Ils forment une famille très homogène offrant le meilleur exemple des variations des propriétés chimiques et physiques entre éléments d'un même groupe du tableau périodique.
Dans les conditions normales, leurs corps simples sont tous des métaux brillants, mous et très réactifs à l'air. Ils peuvent être coupés au couteau en raison de leur faible dureté, laissant apparaître une tranche brillante. Sous cette forme métallique leurs atomes perdent facilement leur électron de valence pour former des cations de charge électrique +1. Ce qui explique leur réactivité à l'air libre. En effet ils ternissent rapidement par oxydation sous l'effet du dioxygène et de l'humidité de l'air ; le lithium réagit également au diazote. Par conséquent on ne les trouve jamais comme éléments natifs ; ils doivent être conservés dans une huile minérale pour être préservés de l'air, par exemple de l'huile de paraffine. Cette réactivité croît avec leur numéro atomique, c'est-à-dire en descendant le long de la colonne : 5e métal alcalin, le césium est le plus réactif de tous les métaux. 
Le sodium est le métal alcalin le plus abondant du milieu naturel, suivi par le potassium, le lithium, le rubidium, le césium et le francium, qui est extrêmement rare (il n'y en aurait pas plus d'une trentaine de grammes sur toute la surface de la Terre) en raison de sa radioactivité très élevée (demi-vie de 22 minutes). Ces éléments sont employés dans diverses applications technologiques et industrielles. Le rubidium et surtout le césium 133 sont ainsi utilisés dans les horloges atomiques et les méthodes de datation, le 133Cs offrant la mesure du temps la plus précise. Le sodium connaît de nombreuses applications industrielles, par exemple comme fluide caloporteur, ou dans les lampes à vapeur de sodium. Les composés du sodium sont très présents dans la vie quotidienne, comme le sel de table, constitué de chlorure de sodium, la soude, ou encore l'eau de Javel. Le sodium et le potassium sont des oligoéléments qui jouent un rôle physiologique essentiel. 
Le mot alcalin provient, via le mot d'emprunt alcali, de l'arabe al-qily désignant les cendres végétales, riches en potassium.

Apparence des métaux alcalins
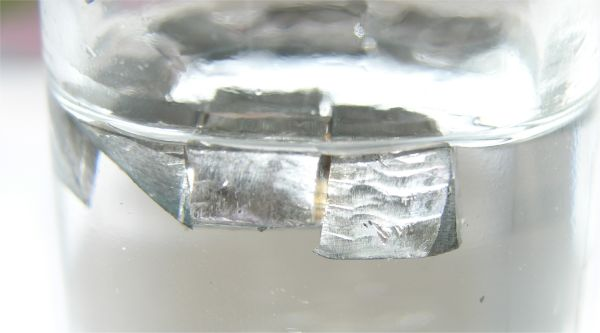
Lithium 3Li.
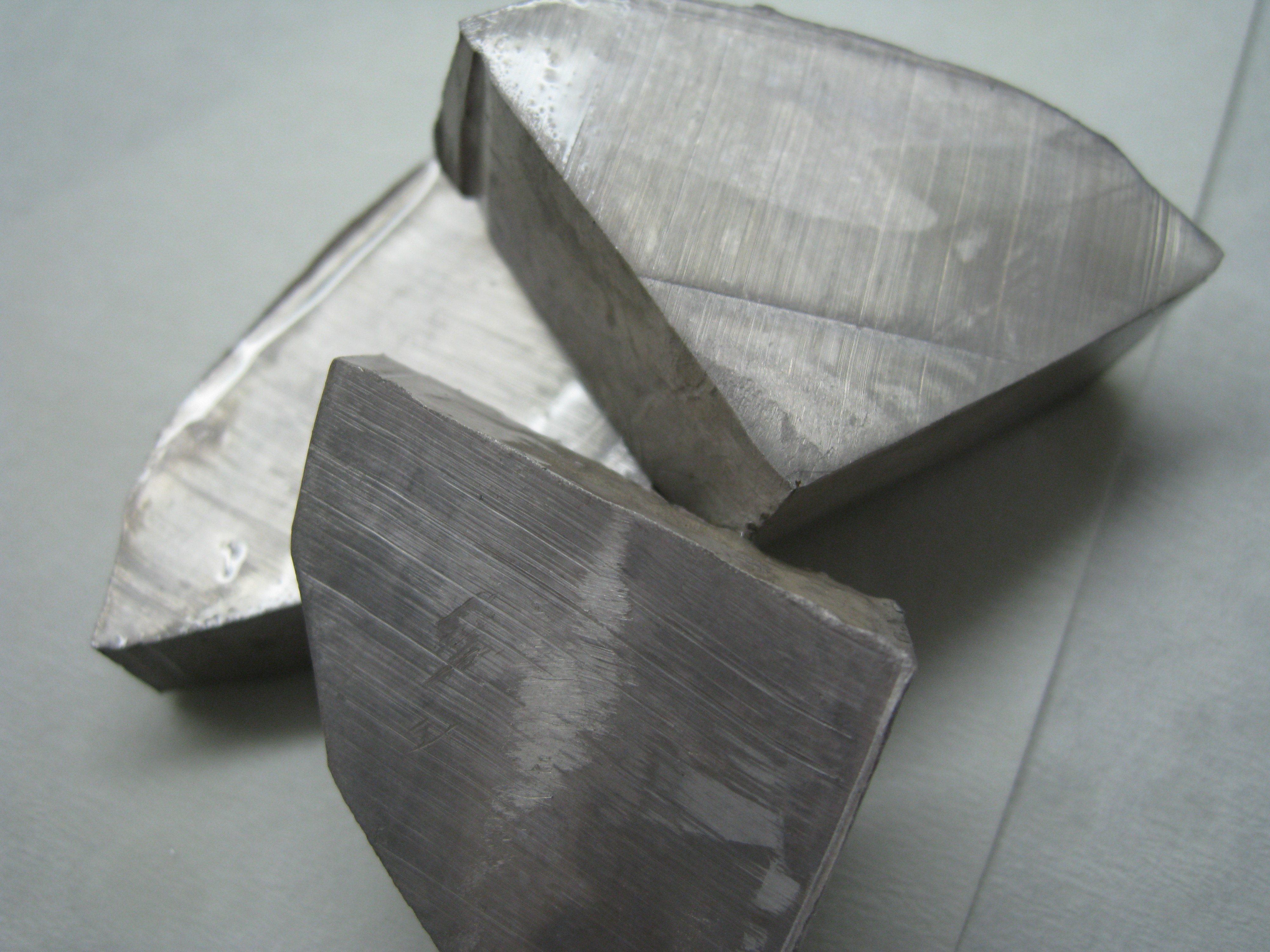
Sodium 11Na.
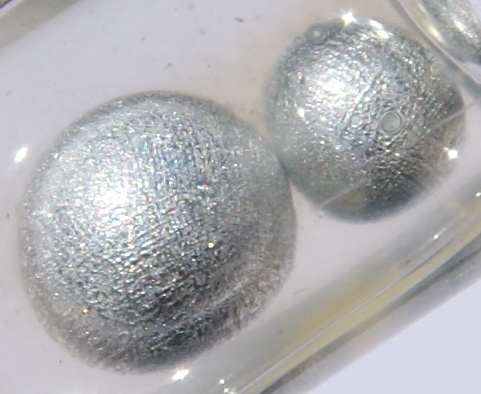
Potassium 19K.
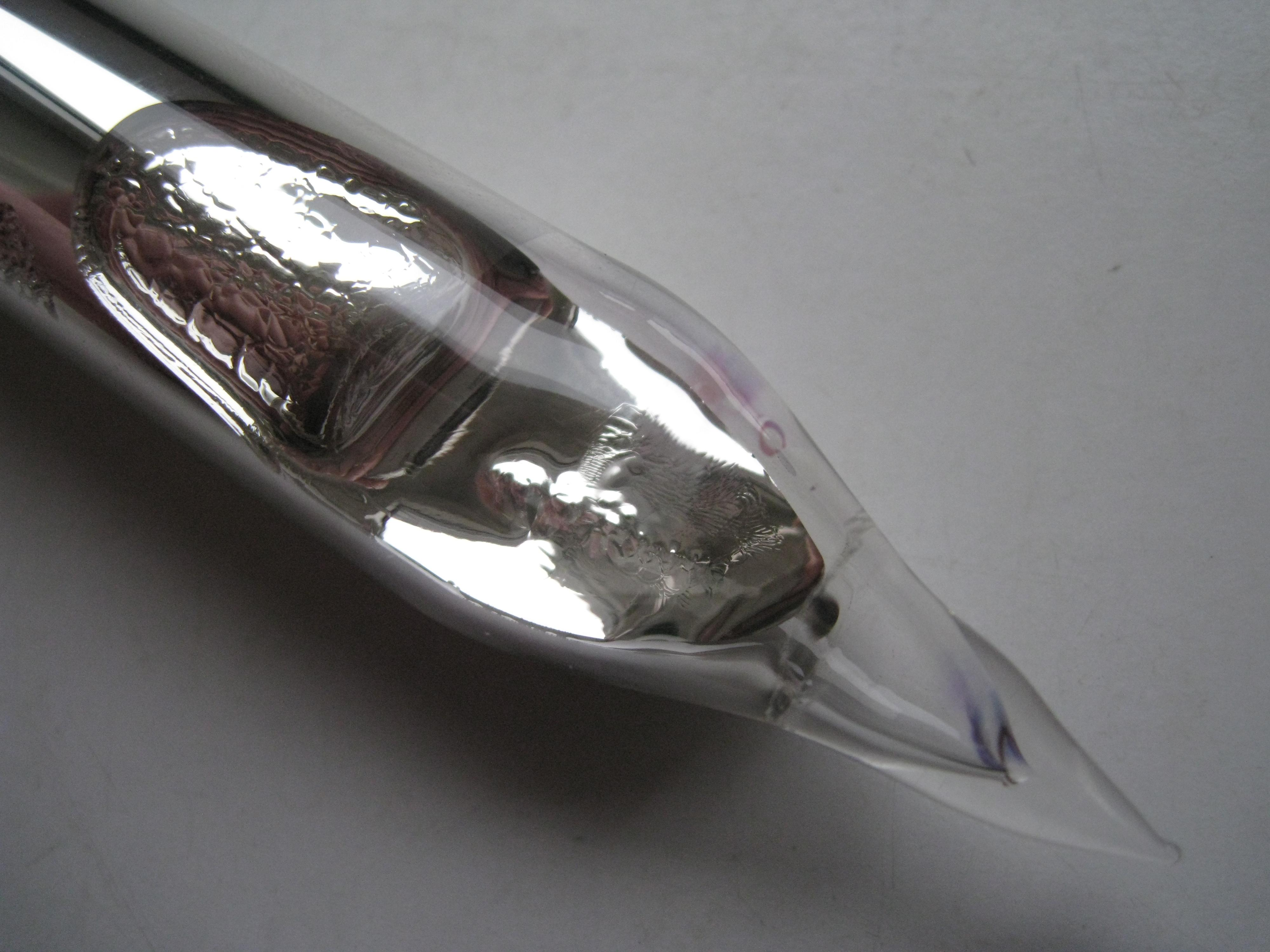
Rubidium 37Rb.
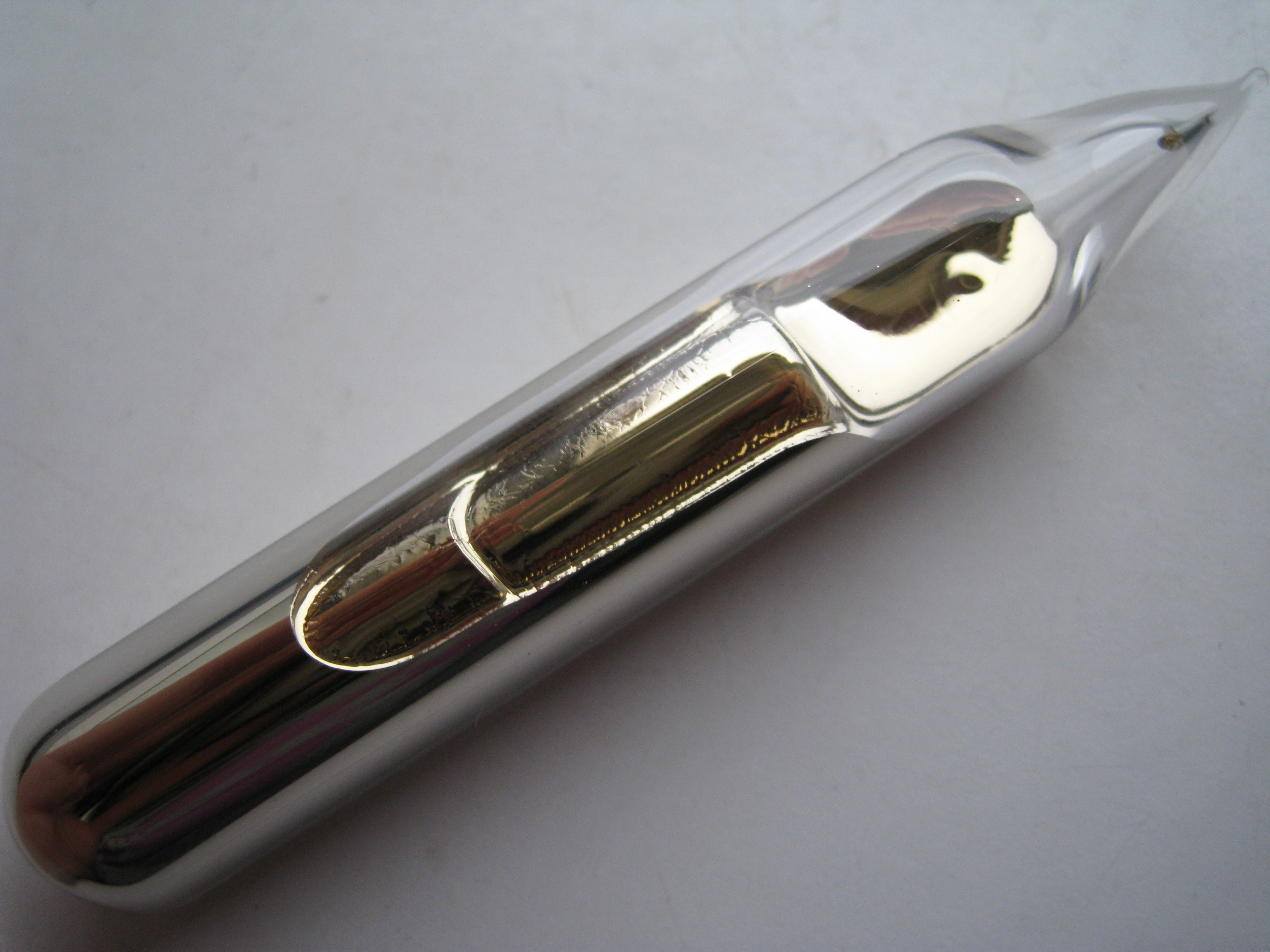
Césium 55Cs.

## Propriétés
Les propriétés physiques et chimiques des métaux alcalins peuvent aisément s'expliquer par leur configuration électronique ns1, n étant le numéro de la période, qui leur confère une liaison métallique faible. Ce sont par conséquent des métaux mous de faible masse volumique, dont la température de fusion et la température d'ébullition sont peu élevées, et dont l'enthalpie de sublimation et de vaporisation sont également assez basses. Ils cristallisent dans la structure cubique centrée et présentent chacun une couleur de flamme caractéristique en raison de leur électron s1 très facilement excitable. La configuration ns1 confère également un rayon ionique élevé aux métaux alcalins ainsi qu'une conductivité électrique et une conductivité thermique également élevées. 
La chimie des métaux alcalins est dominée par la perte de leur électron de valence célibataire dans la sous-couche s externe, ce qui donne un cation à l'état d'oxydation +1 en raison à la fois du caractère labile de cet électron — la première énergie d'ionisation des métaux alcalins est toujours la plus faible de leur période — et de la valeur élevée de la seconde énergie d'ionisation en raison de la configuration électronique de gaz noble des cations M+. Seuls les cinq métaux alcalins les plus légers sont chimiquement bien connus, le francium étant trop radioactif pour exister sous forme massive, de sorte que ses propriétés chimiques ne sont pas connues en détail et que les valeurs numériques de ses propriétés sont issues de modèles numériques ; le peu qu'on sait de lui rapproche cependant cet élément du césium, conformément aux simulations numériques.
| Élément   | Masse atomique | Température de fusion | Température d'ébullition | Masse volumique | Rayon atomique | Configuration électronique[1] | Énergie d'ionisation | Électronégativité (Pauling) |
| --------- | -------------- | --------------------- | ------------------------ | --------------- | -------------- | ----------------------------- | -------------------- | --------------------------- |
| Lithium   | 6,941 u        | 180,54 °C             | 1 341,85 °C              | 0,534 g·cm-3    | 152 pm         | [He] 2s1                      | 520,2 kJ·mol-1       | 0,98                        |
| Sodium    | 22,990 u       | 97,72 °C              | 882,85 °C                | 0,968 g·cm-3    | 186 pm         | [Ne] 3s1                      | 495,8 kJ·mol-1       | 0,93                        |
| Potassium | 39,098 u       | 63,38 °C              | 758,85 °C                | 0,890 g·cm-3    | 227 pm         | [Ar] 4s1                      | 418,8 kJ·mol-1       | 0,82                        |
| Rubidium  | 85,468 u       | 39,31 °C              | 687,85 °C                | 1,532 g·cm-3    | 248 pm         | [Kr] 5s1                      | 403,0 kJ·mol-1       | 0,82                        |
| Césium    | 132,905 u      | 28,44 °C              | 670,85 °C                | 1,930 g·cm-3    | 265 pm         | [Xe] 6s1                      | 375,7 kJ·mol-1       | 0,79                        |
| Francium  | [223]          | 26,85 °C              | 676,85 °C                | 1,870 g·cm-3    | —              | [Rn] 7s1                      | 392,8 kJ·mol-1       | 0,70                        |
Les métaux alcalins forment une famille plus homogène qu'aucune autre. Le potassium, le rubidium et le césium sont ainsi difficiles à séparer les uns des autres en raison de la très grande similitude de leur rayon ionique ; le lithium et le sodium sont en revanche plus individualisés. Ainsi, lorsqu'on se déplace vers le bas de la colonne du tableau périodique, le rayon atomique croît, l'électronégativité décroît, la réactivité chimique croît, et températures de fusion et d'ébullition décroissent, de même que l'enthalpie de fusion et l'enthalpie de vaporisation. Leur masse volumique croît globalement du haut vers le bas de la colonne, avec une exception au niveau du potassium, qui est moins dense que le sodium.
Les métaux alcalins sont de couleur argentée, hormis le césium, qui présente une teinte dorée pâle, faisant de ce dernier l'un des trois seuls métaux purs colorés, les deux autres étant le cuivre et l'or ; les métaux alcalino-terreux les plus lourds (calcium, strontium et baryum), ainsi que les lanthanides divalents europium et ytterbium, présentent également une teinte jaune pâle, mais bien moins prononcée que celle du césium. L'éclat des métaux alcalins ternit rapidement à l'air libre en raison de la formation d'une couche d'oxydes.

### Réactivité
Tous les métaux alcalins sont très réactifs et n'existent pas à l'état pur dans le milieu naturel. Pour cette raison, ils sont conservés dans une huile minérale ou de l'huile de paraffine. Ils réagissent violemment avec les halogènes en formant des halogénures de métaux alcalins, qui sont des composés cristallins solubles dans l'eau à l'exception du fluorure de lithium LiF. Les métaux alcalins réagissent également avec l'eau pour former des hydroxydes fortement basiques qui doivent par conséquent être manipulés avec précaution. Les métaux alcalins les plus lourds sont plus réactifs que les plus légers : à quantité molaire égale, le césium mis en contact avec l'eau explose plus violemment que le potassium.
Les métaux alcalins réagissent non seulement avec l'eau mais également avec les donneurs de protons comme les alcools et les phénols, l'ammoniac gazeux et les alcynes, ces derniers donnant lieu aux réactions les plus violentes.  Ils sont également très utilisés pour réduire les autres métaux à partir de leurs oxydes ou de leurs halogénures.

### Énergie d'ionisation
La première énergie d'ionisation des métaux alcalins est la plus faible de leur période dans le tableau périodique en raison de leur faible charge nucléaire effective et la facilité avec laquelle ils adoptent une configuration électronique de gaz noble en ne perdant qu'un seul électron.
L'énergie de deuxième ionisation des métaux alcalins est toujours très élevée, ce qui s'explique par le fait qu'il s'agit de retirer un électron à une sous-couche saturée plus proche du noyau atomique. C'est la raison pour laquelle les métaux alcalins ne perdent qu'un seul électron pour former des cations. Les alcalides font exception : il s'agit de composés dans lesquels un métal alcalin est à l'état d'oxydation –1. Ils peuvent exister dans la mesure où ils présentent une sous-couche ns2, saturée. L'anion M− a été observé pour tous les métaux alcalins hormis le lithium,,. Les anions alcalins présentent un intérêt théorique en raison de leur stœchiométrie inhabituelle et de leur faible potentiel d'ionisation. Un exemple particulièrement intéressant est l'hydrure de sodium inversé H+Na−, les deux ions étant complexés, par opposition à l'hydrure de sodium Na+H− : de tels composés sont instables en raison de l'énergie élevée résultant du déplacement de deux électrons de l'hydrogène vers le sodium mais plusieurs dérivés pourraient être métastables ou stables,.

### Potentiel d'oxydoréduction
Le potentiel d'oxydoréduction M+ → M0, en revanche, est l'une des rares propriétés des métaux alcalins qui ne présente pas de tendance uniforme le long de la famille : celui du lithium est anormal, étant sensiblement plus négatif que celui des autres, qui décroît par ailleurs légèrement de haut en bas. Cela s'explique par le fait que le cation Li+ a une enthalpie d'hydratation très élevée en phase gazeuse qui compense le fait que Li+ perturbe fortement la structure de l'eau, ce qui induit une variation d'enthalpie élevée, faisant apparaître cet élément comme le plus électropositif des métaux alcalins.

### Solubilité
En solution aqueuse, les métaux alcalins forment des ions de formule générique [M(H2O)n]+, n étant le nombre de solvatation. Leur géométrie et leur coordinence s'accorde bien avec celles attendues en fonction de leur rayon ionique. Les molécules d'eau qui se lient directement à l'atome métallique en solution aqueuse sont dites appartenir à la première sphère de coordination, ou première couche de solvatation. Il s'agit d'une liaison covalente de coordination, l'oxygène cédant les deux électrons de la liaison. Chaque molécule d'eau coordonnée est susceptible d'être liée à d'autres molécules d'eau par liaison hydrogène. Ces dernières sont dites de la seconde sphère de coordination. Celle-ci n'est cependant pas bien définie dans le cas des cations de métaux alcalins dans la mesure où ces cations ne sont pas suffisamment chargés électriquement pour polariser les molécules de la première couche de solvatation au point d'induire des liaisons hydrogène avec une seconde couche de molécules d'eau.
Dans le cas du lithium, le nombre de solvatations du cation Li+ a été déterminé expérimentalement avec la valeur 4, avec un ion tétraédrique [Li(H2O)4]+. Le nombre de solvatations du sodium serait probablement 6, avec un ion octaédrique [Na(H2O)6]+, tandis que celui du potassium et du rubidium serait vraisemblablement 8 avec des ions [K(H2O)8]+ et [Rb(H2O)8]+ antiprismatiques, et celui du césium serait peut-être 12 avec des ions [Cs(H2O)12]+.

## Identification

### Émission atomique
Les vapeurs de métaux alcalins (ou de leurs ions) excités par la chaleur ou l'électricité sont connus pour émettre des couleurs caractéristiques. C'est ainsi que la spectroscopie a vu ses premiers pas se réaliser, grâce aux expériences de Bunsen et Kirchhoff. Les couleurs sont dues au fait que le spectre d'émission atomique est un spectre de raie, et non un spectre continu de type corps noir, preuve de la nature quantique des niveaux d'énergie dans les atomes et ions.
Les couleurs caractéristiques sont :
- lithium : rose fuchsia intense ; de ce fait très utilisé en pyrotechnie,
- sodium : jaune-orangé intense ; utilisé en pyrotechnie et dans les ampoules d'éclairages publics,
- potassium : mauve pâle.

## Réactions

### Réaction avec l'eau
Les métaux alcalins sont connus pour leur réaction violente avec l’eau. Cette violence augmente quand on descend le long du groupe :
métal alcalin + eau → hydroxyde du métal alcalin + hydrogène
Exemple avec le sodium :
Na solide + H2O liquide → NaOH aq + 1/2 H2 gaz.
Cette réaction est très exothermique et peut provoquer l’inflammation ou l’explosion de l'hydrogène avec une flamme jaune. Avec le potassium, la flamme est de couleur lilas.
Les réactions des métaux alcalins avec l'eau peuvent être, selon les quantités mises en œuvre, très dangereuses. Si dans les batteries au lithium, lorsqu'elles sont dégradées, comme après un accident, le liquide de refroidissement (de l'eau) entre en contact (même par simple taux d’hygrométrie) avec le lithium, cela peut enclencher une combustion si la température est favorable à cette réaction (20 °C).

### Réaction dans l'ammoniac
Les métaux alcalins se dissolvent dans l'ammoniac liquide donnant des solutions bleues qui sont paramagnétiques.
Na solide + NH3 liquide → Na+ solv + e− solv.
Vu la présence d'électrons libres, la solution occupe plus que la somme des volumes du métal et de l'ammoniac. Les électrons libres font de ces solutions de très bons agents réducteurs.

### Réaction avec l'hydrogène
En réagissant avec l'hydrogène, les métaux alcalins forment des hydrures.
2 Na solide + H2 gaz → 2 NaH solide.
Ces hydrures sont très instables en solution, du fait de leur caractère très basique, et réagissent sur l'eau pour former de l'hydrogène et des hydroxydes.
NaH solide + H2O liquide → Na+ solv + OH− aq + H2 gaz.
Na+ aq + OH− aq  {\displaystyle \rightleftharpoons }  NaOH aq.

### Réaction avec l'oxygène
En réagissant avec l'oxygène, les métaux alcalins forment un oxyde, soluble dans l'eau. La réaction doit cependant être favorisée par le chauffage par exemple, sinon, c'est le peroxyde ou le superoxyde (et non l'oxyde) qui se forme.
4 Na solide + O2 gaz → 2 Na2O solide : oxyde.
2 Na solide + O2 gaz → Na2O2 solide : peroxyde.
Na solide + O2 gaz → NaO2 solide (en) : superoxyde.
La solvatation de l'oxyde conduit à la dissociation des composés sodium et oxyde. L'ion oxyde est instable en solution, et son caractère basique conduit à la déprotonation de l'eau :
Na2O solide + H2O liquide → 2 Na+ aq + 2 OH− aq
Les peroxydes et superoxydes se dismutent en oxygène et en oxyde.